# Macromitrium francii
Macromitrium francii är en bladmossart som beskrevs av Thériot 1907. Macromitrium francii ingår i släktet Macromitrium och familjen Orthotrichaceae. Inga underarter finns listade i Catalogue of Life.